# قنات ملك (باغستان)
قنات ملك (بالفارسية: قنات ملک) هي قرية تقع في إيران في Baghestan Rural District. يقدر عدد سكانها بـ 259 نسمة بحسب إحصاء 2016.